# Ново-Янково
Но́во-Янково (болг. Ново Янково) — село в Шуменській області Болгарії. Входить до складу общини Смядово.

## Населення
За даними перепису населення 2011 року у селі проживали 120 осіб.
Національний склад населення села:
| Національність   | Кількість осіб | Відсоток |
| ---------------- | -------------- | -------- |
| турки            | 63             | 52,9%    |
| болгари          | 56             | 47,1%    |
| цигани           | 0              | 0%       |
| інша             | 0              | 0%       |
| не визначились   | 0              | 0%       |
| Всього відповіли | 119            |          |

Розподіл населення за віком у 2011 році:
Динаміка населення: